# Eusiropsis spinidorsalis
Eusiropsis spinidorsalis is een vlokreeftensoort uit de familie van de Eusiridae. De wetenschappelijke naam van de soort is voor het eerst geldig gepubliceerd in 1981 door Gamo.